# Vicdessos (tổng)
Tổng Vicdessos là một tổng của Pháp nằm ở tỉnh Ariège trong vùng Occitanie.

## Địa lý
Tổng này được tổ chức xung quanh Vicdessos ở quận Foix. Độ cao biến thiên từ 615 m (Siguer) đến 3 140 m (Auzat) với độ cao trung bình là 830 m.

## Hành chính
| Giai đoạn | Ủy viên          | Đảng   | Tư cách                                                                       |
| --------- | ---------------- | ------ | ----------------------------------------------------------------------------- |
| 1992-2011 | Bernard Piquemal | PS     | Thị trưởng Auzat, chủ tịch hội đồng các xã Auzat-Vicdessos                    |
| 1982-1992 | Paul Serny       | Divers | Thị trưởng Gestiès (1959-1999)                                                |
| 1945-1982 | Jean Nayrou      | PS     | Thị trưởng Suc-et-Sentenac (1953-1965), thượng nghị sĩ của Ariège (1955-1980) |

## Các đơn vị hành chính
Tổng Vicdessos bao gồm 10 xã với dân số 1 449 người (điều tra năm 1999, dân số không tính trùng).
| Xã                 | Dân số | Mã bưu chính | Mã insee |
| ------------------ | ------ | ------------ | -------- |
| Auzat              | 666    | 09220        | 09030    |
| Gestiès            | 10     | 09220        | 09134    |
| Goulier            | 38     | 09220        | 09135    |
| Illier-et-Laramade | 20     | 09220        | 09143    |
| Lercoul            | 18     | 09220        | 09162    |
| Orus               | 18     | 09220        | 09222    |
| Sem                | 19     | 09220        | 09286    |
| Siguer             | 96     | 09220        | 09295    |
| Suc-et-Sentenac    | 103    | 09220        | 09302    |
| Vicdessos          | 461    | 09220        | 09334    |

## Thông tin nhân khẩu
| 1962                                                     | 1968  | 1975  | 1982  | 1990  | 1999  |
| -------------------------------------------------------- | ----- | ----- | ----- | ----- | ----- |
| 1 575                                                    | 1 873 | 1 694 | 1 805 | 1 525 | 1 449 |
| Nombre retenu à partir de 1962 : dân số không tính trùng |       |       |       |       |       |